# (4772) Frankdrake
(4772) Frankdrake est un astéroïde de la ceinture principale.

## Description
(4772) Frankdrake est un astéroïde de la ceinture principale. Il fut découvert par Tsutomu Hioki et Nobuhiro Kawasato le 2 novembre 1989 à Okutama. Il présente une orbite caractérisée par un demi-grand axe de 3,16 UA, une excentricité de 0,069 et une inclinaison de 11,51° par rapport à l'écliptique.
Il fut nommé en l'honneur de l'astronome américain Frank Drake, né en 1930, fondateur du projet SETI, célèbre pour sa célèbre équation.

## Compléments